# Vytautas Mineral SPA

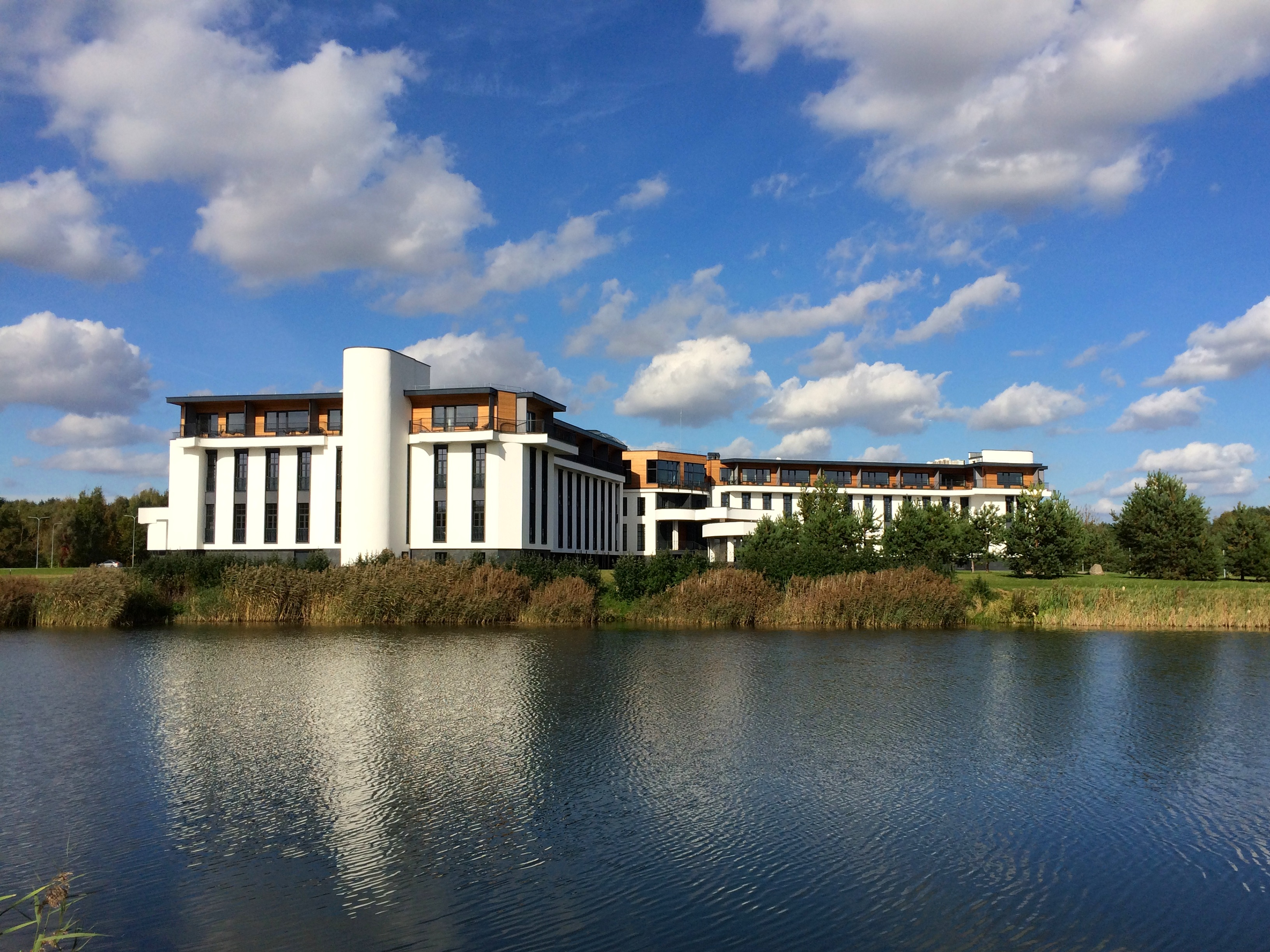
Gebäude

Vytautas Mineral SPA ist ein Erholungs- und Wellness-Komplex (ein SPA-Zentrum mit einem Schwimmbad) und ein 4-Sterne-Hotel in der litauischen  Kurortstadt Birštonas, am rechten Flussufer des Nemunas. Als ein Sanatorium bietet es auch die Rehabilitation und die Kur an.
Im Hotel können bis zu 350 Gäste aufgenommen werden.
Der Träger ist das litauische Privatunternehmen SPA Birštonas UAB. Es beschäftigt 205 Mitarbeiter (Stand: Februar 2025).

## Kur
Als ein Sanatorium ist „Vytautas Mineral SPA“ auf medizinische Rehabilitation, Gesundheitsförderung und SPA spezialisiert. Bei der Behandlung werden natürliche Heilfaktoren (Mineralwasser aus eigener Quelle, Heilschlamm, Klimatherapie, Bewegungstherapie) eingesetzt.
Gemäß der erteilten Genehmigung erbringt die Einrichtung sekundäre ambulante Gesundheitsdienstleistungen (Kindermedizin, Physikalische Medizin und Rehabilitation, Orthopädie und Traumatologie, Pulmonologie, Kardiologie), primäre ambulante persönliche Gesundheitsversorgung im Bereich Allgemeinmedizin, allgemeine persönliche Gesundheitsfürsorge und -förderung (Physiotherapie, Massage, allgemeine Krankenpflege).
Die Einrichtung bietet Beratungen durch einen Arzt für Physikalische Medizin und Rehabilitation, einen Hausarzt, einen orthopädischen Traumatologen, einen Kinderarzt, einen Pulmologen und einen Kardiologen sowie individuelle medizinische Rehabilitation (Physiotherapie, Massage, Physio- und Ergotherapie).
Es gibt physikalische Therapie, Elektrotherapie, Magnettherapie, Ultraschalltherapie, Phototherapie, Aerosoltherapie, Wärmetherapie (Peloidtherapie und Paraffintherapie), Hydrotherapie/Balneotherapie, Thalassotherapie, kombinierte physikalische Therapien (halotherapeutische Infrarotsauna usw.).

## Mineralwasser
Die Mineralwasserquelle „Sofija“, die sich neben dem Vytautas Mineral SPA befindet, wurde 1960 in den Tiefen des Birštonas-Bodens entdeckt, und ihr Wasser enthält Mineralien aus 70 verschiedenen Elementen. Das „Vytautas“-Mineralwasser wird in Birštonas seit 1924 gefördert (es wurde zu Ehren von Vytautas dem Großen anlässlich seines 500-jährigen Todestages benannt). Die zum Vytautas Mineral SPA gehörende Quelle bekam den Namen „Sofija“, um die Kontinuität der litauischen Geschichte zu wahren; Sofia von Litauen  (1371–1453) war die einzige Tochter von Vytautas dem Großen.

## Struktur
Das Gelände beträgt 9 Hektar.
Die Einrichtung hat ein Hotel, zwei Mineralbäder, einen Lesesaal, zwei Konferenzzentren für bis zu 150 Personen, zwei Naturkost-Restaurants (SUN Gastrobar&Lounge und „À la carte“-Restaurant MOON), eine Außenterrasse, ein Spa, ein Fitness-, Kinesiotherapie-Raum  und ein Rehabilitationszentrum.   Der wandelbare Raum für rund 150 Gäste beträgt 266 Quadratmeter. Es gibt den Harmonie-Saal  (79 m²),  Energie-Saal (72 m²), Allgemeiner Saal (151 m²), Saal-Lounge (115 m²).
Das Hotel hat 164 Zimmer, darunter Luxus-Suite, Superior Suite, Suite, Familien-/Mini-Suite, Zimmer mit Verbindungstür, geräumiges Superior-Doppelzimmer, Superior-Doppelzimmer, Doppelzimmer und Mini-Doppelzimmer.
Im Zwei-Bahnen-Schwimmbad bietet man die Morgen- und Abendgymnastik, es gibt ein Whirlpool (Jacuzzi), ein Mineralwasserbecken mit Unterwassermassagedüsen, eine Wasserfallkaskade, ein Kinderbecken (bis 7 Jahre) mit Fontänen, verschiedene Badehäuser und Saunas.

## Geschichte
Das Unternehmen UAB „SPA Birštonas“ wurde am 10. Oktober 2006 gegründet.
In der Zeit der Sowjetunion begann der Bau eines SPA-Komplexes für Sportler. Das Grundstück wechselte mehrfach den Besitzer. 2012 übernahm das Green Vilnius Hotel die Entwicklung des Projekts. Das Unternehmen gehörte mehrheitlich Norbertas Pranckus, dem Vorstandsvorsitzenden von Birštono Mineraliniai Vandenys UAB. Das Gesamtinvestitionsvolumen betrug 20 Millionen Euro. Entworfen wurde das Projekt von den Architekten Robertas Gasionis, Audronė Miniotaitė und Viktorija Puodžiūtė.
Im September 2016 wurde das Vytautas Mineral SPA mit privaten Investitionen und Unterstützung durch EU-Fördermittel eröffnet.
Von Juli 2021 bis April 2023 wurde das Restaurantprojekt SUN gastrobar & Lounge umgesetzt. Die Investitionssumme betrug 39.230 Euro, davon wurden 29.422,50 Euro aus EU-Fonds finanziert.
Im Jahr 2023 erzielte das Unternehmen einen Umsatz von 8,2 Millionen Euro.